# 博尼扬科
博尼扬科（義大利語：Bognanco），是意大利皮埃蒙特大区韋爾巴諾-庫西奧-奧索拉省的一个市镇。总面积58平方公里，人口254人，人口密度4.4人/平方公里（2009年）。ISTAT代码为103012。